# TM-XML
Trade Mark Extensible Markup Language – otwarty standard XML do celów działalności związanej ze znakami towarowymi oraz do wymiany informacji o znakach towarowych między urzędami ds. własności przemysłowej i ich partnerami lub użytkownikami.

## Cele
Głównym celem było zdefiniowanie standardu XML do celu wymiany informacji o znakach towarowych. W ramach specyfikacji i po utworzeniu standardu WIPO ST.66, dodano następujące cele:
- zdefiniowanie standardów XML dla urzędów ds. znaków towarowych i działalności związanej ze znakami handlowymi;
- zaproponowanie przydatnych wyników jako podstawy do utworzenia standardów WIPO;
- zdefiniowanie standardów usług sieciowych w zakresie znaków towarowych;
- dostarczenie przykładów wdrożenia oraz narzędzi;
- dzielenie się doświadczeniami, praktykami i wiedzą;
- promowanie współpracy i harmonizacji informacji dotyczących znaków towarowych oraz reprezentacji wiedzy;
- przygotowanie rozwijanej sieci semantycznej do dziedziny znaków towarowych w kontekście własności intelektualnej.

## Historia
TM-XML został zdefiniowany przez grupę roboczą utworzoną przez Urząd Harmonizacji Rynku Wewnętrznego w czerwcu 2003 r.
Zanim w dniu 26 maju 2006 r. opublikowano na stronie internetowej: TM-XML.org wersję ostateczną 1.0 Final, opublikowano osiem wersji roboczych przeznaczonych do konsultacji (wersje od 0.1 do 0.7 oraz projekt 1.0).
Wersję TM-XML 1.0 Final zaproponowano jako podstawę do utworzenia standardu WIPO o nazwie ST.66, który został przyjęty przez stały komitet ds. technologii informatycznych / grupę roboczą ds. standardów i dokumentacji (SCIT/SDWG) w trakcie jej 8. sesji w dniach 19–22 marca 2007 w Genewie.
24 września 2007 r. opublikowano wersję 1.1: Dostosowanie do WIPO ST.66. 15 listopada 2007 r. powstała wersja 1.2: Dostosowanie do WIPO ST.66 rewizja.
26 października 2009 r. opublikowano ostatnią wersję sygnowaną numerem 1.3: Zmiana elementów danych i wartości wyliczeniowych.